# Vishnu Schist
Der Vishnu Schist ist ein metamorphes Gestein der Vishnu Basement Rocks im Südwesten der Vereinigten Staaten. Seine Bildung erfolgte im ausgehenden Paläoproterozoikum.

## Etymologie
Der Vishnu Schist ist nach dem westlich unterhalb vom Vishnu Temple gelegenen Vishnu Canyon – einem rechten Seitental des Colorado Rivers – benannt worden. Vishnu ist die Hauptgottheit im vishnuitischen Hinduismus. Der Vishnu Temple war im Jahr 1880 von Clarence Dutton wegen seiner an einen Vishnu-Tempel erinnernden Form so bezeichnet worden. Seitdem wurde es Tradition, hervortretende Geländepunkte und auch Gesteinseinheiten im Grand Canyon nach mythologischen Gottheiten zu benennen.
Das Englische schist kann im Deutschen als Schiefer wiedergegeben werden. Dennoch handelt es sich aber beim Vishnu Schist um kein klassisch schiefriges, sondern bereits um ein polymetamorph verändertes, massiges Gestein – einen kristallinen Schiefer.

## Vorkommen
Der Vishnu Schist erscheint in der Inner Gorge des Colorado Rivers im Grand Canyon des nordwestlichen Arizonas. Ausgehend vom Mineral Canyon im Osten (Flussmeile 78) finden sich Aufschlüsse bis zur Flussmeile 247 im Westen am Lake Mead, d. h. über eine Distanz von 169 Meilen bzw. 272 Flusskilometer.

## Geologische Einführung

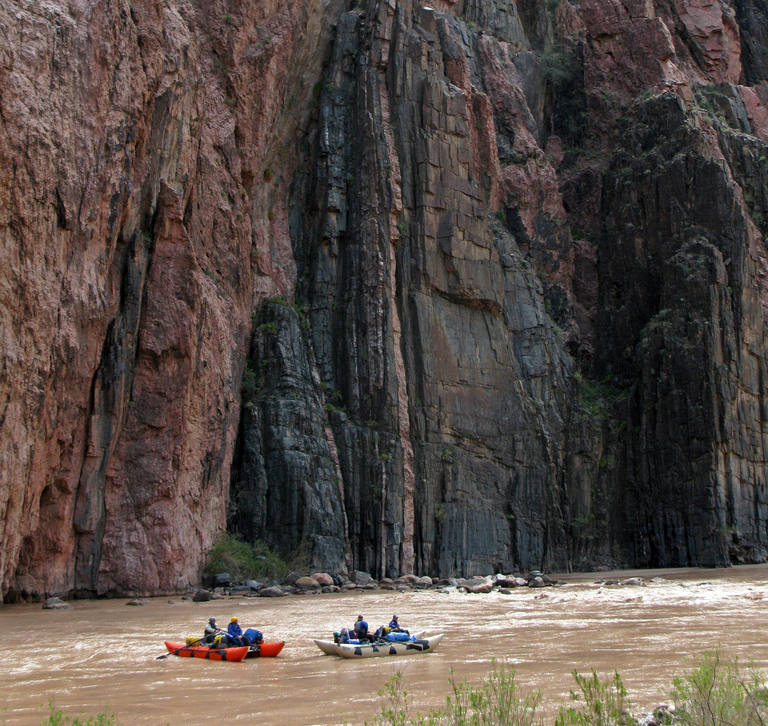
Steil stehender Vishnu Schist in der Inner Gorge des Colorado Rivers

Die Vishnu Basement Rocks sind die tiefstgelegene und älteste geologische Einheit der Inner Gorge. Das Grundgebirge im Grand Canyon verdankt seine Entstehung im Wesentlichen der Yavapai-Gebirgsbildung, die vor 1720 bis 1680 Millionen Jahren Gesteine eines Backarc-Beckens – dem Vishnu-Becken – mit dem dazugehörenden magmatischen Inselbogen  – dem 1800 bis 1700 Millionen Jahre alten Yavapai-Terran, engl. Yavapai province – unter das 1700 bis 1600 Millionen Jahre alten Mojave-Terran (engl. Mohave province) im Nordwesten presste. Die Ausgangsgesteine wurden in mehreren Phasen stark metamorphosiert und tektonisch verformt. Die Metamorphose erreichte gewöhnlich die obere Grünschieferfazies/untere Amphibolitfazies, in einigen Krustenblöcken wurde sogar die untere Granulitfazies mit Migmatitbildung realisiert. Aufgrund dieser orogenen Veränderungen sind die Vishnu Basement Rocks verständlicherweise recht kompliziert aufgebaut und können in viele einzelne geologische Einheiten unterteilt werden – darunter der Vishnu Schist.

## Stratigraphische Stellung
Neben dem Vishnu Schist finden sich im Vishnu-Becken auch noch der Brahma Schist (mafische bis intermediäre Vulkanite) und der Rama Schist (felsische Vulkanite). Die genaue stratigraphische Stellung dieser drei Einheiten ist schwierig zu etablieren, in Antiklinalbereichen lässt sich aber dennoch die Abfolge (vom Hangenden zum Liegenden) Vishnu Schist – Brahma Schist – Rama Schist erkennen.
Als tiefere Unterlage des Vishnu Schists wird im Grand Canyon der 1840 Millionen Jahre alte Elves Chasm-Gneis angesehen, welcher als ein älteres Inselbogensubstrat interpretiert wird.
Die Gesamtmächtigkeit dieser Backarc-Sedimente beträgt immerhin 13.000 Meter.
Eine Typlokalität ist nicht ausgewiesen, jedoch dient das Vishnu Canyon als Referenzprofil.

## Lithologie
Der Vishnu Schist ist sedimentären Ursprungs, liegt aber polymetamorph als kristalliner Schiefer mit hellen psammitischen und dunklen pelitischen Bereichen vor. Das überwiegend siliziklastische Gestein besteht jetzt aus Quarzglimmerschiefer (Quarz-Biotit-Muskovit-Schiefer), Tonschiefer und metamorphosiertem Arenit. Es dürfte sich hiebei um ehemalige metamorphosierte Turbidite (Metagrauwacken) handeln. Vereinzelt treten auch Lagen und Ansammlungen von Kalksilikaten hinzu. Die Korngrößen reichen von Mittelsand über Silt hin zu Ton. Konglomerate sind eigenartigerweise nicht vorhanden. 

### Mineralogie
Die Quarzglimmerschiefer enthalten neben Quarz, Muskovit und Biotit die Minerale Plagioklas, Chlorit und akzessorisch Apatit, Turmalin, Zirkon und bis zu 2,5 Millimeter große Opakminerale wie Ilmenit und Hämatit. In den pelitischen und semipelitischen Schiefern finden sich ferner als metamorphe Neubildungen Andalusit, fibröser Sillimanit, Staurolith, Chloritoid, Cordierit und Granat. 
Der undulös auslöschende Quarz tritt körnig und von gleicher Größenordnung auf. Der plattige Muskovit kann im Modus in den Glimmerschiefern bis zu 75 Volumenprozent erreichen und ist entweder prä- oder syntektonisch entstanden. Der Biotit erscheint in zwei Varietäten. Einmal plattig und parallel zur jeweiligen Schieferung oder als bis zu 5 Millimeter große, teils helizitische Porphyroblasten. Syntektonisch gewachsene Biotite können bis zu 25 Volumenprozent ausmachen. Der Plagioklas zeigt ebenfalls undulöses Auslöschen und recht häufige Deformationszwillinge. Seine Zusammensetzung liegt zwischen An24 und An35 (Oligoklas und Andesin). Posttektonisch erscheinen Albitporphyroklasten. Chlorit kann in sehr hochgradigen Paragenesen vorkommen, aber auch retrograd entstanden sein und pseudomorph Biotit und Granat ersetzen. Pleochroisch grüner Turmalin kann bis zu einem Volumenprozent erreichen. Die Zirkone sind sehr klein und sind gewöhnlich metamikt in Biotit oder Muskovit eingeschlossen. Der fibröse Sillimanit kann ein Volumenprozent erreichen. Er ist mit Biotit assoziiert und kann diesen ersetzen. Staurolith bildet bis zu 3 Zentimeter große poikiloblastische Porphyroblasten mit bis zu 50 Prozent Einschlüssen. Der Granat ist sehr Almandin-reich und tritt porphyroblastisch unter Ablenkung der Schieferung auf. Er erscheint auch korrodiert und reagierte prograd im Verlauf der Metamorphose. 

### Sedimentstrukturen
Die Metaarenite und Metagrauwacken zeigen rhythmisch geschichtete Wechsellagerungen von grobkörnigen und feinkörnigen Horizonten im Zentimeter- bis Meterbereich. Ihre Mächtigkeit kann dabei bis in den Kilometerbereich hinaufreichen. Die Schichtung ist oft feinsäuberlich zu erkennen und auch Gradierung kann beobachtet werden. I. Campbell und J. H. Maxson (1933) beschrieben ferner Schrägschichtung und Rippelmarken. Auch Sohlmarken  wie beispielsweise Kolkrinnen an der Unterseite von Bouma-Sequenzen sind zugegen und lassen die Sedimente als distale Turbidite erkennen, welche submarin als Erosionsprodukte von Inselbögen geschüttet wurden. Paläoströmungsanzeiger sind leider nicht vorhanden, da sie von komplexer Deformation unkenntlich gemacht wurden.

## Inselbogenmagmatismus

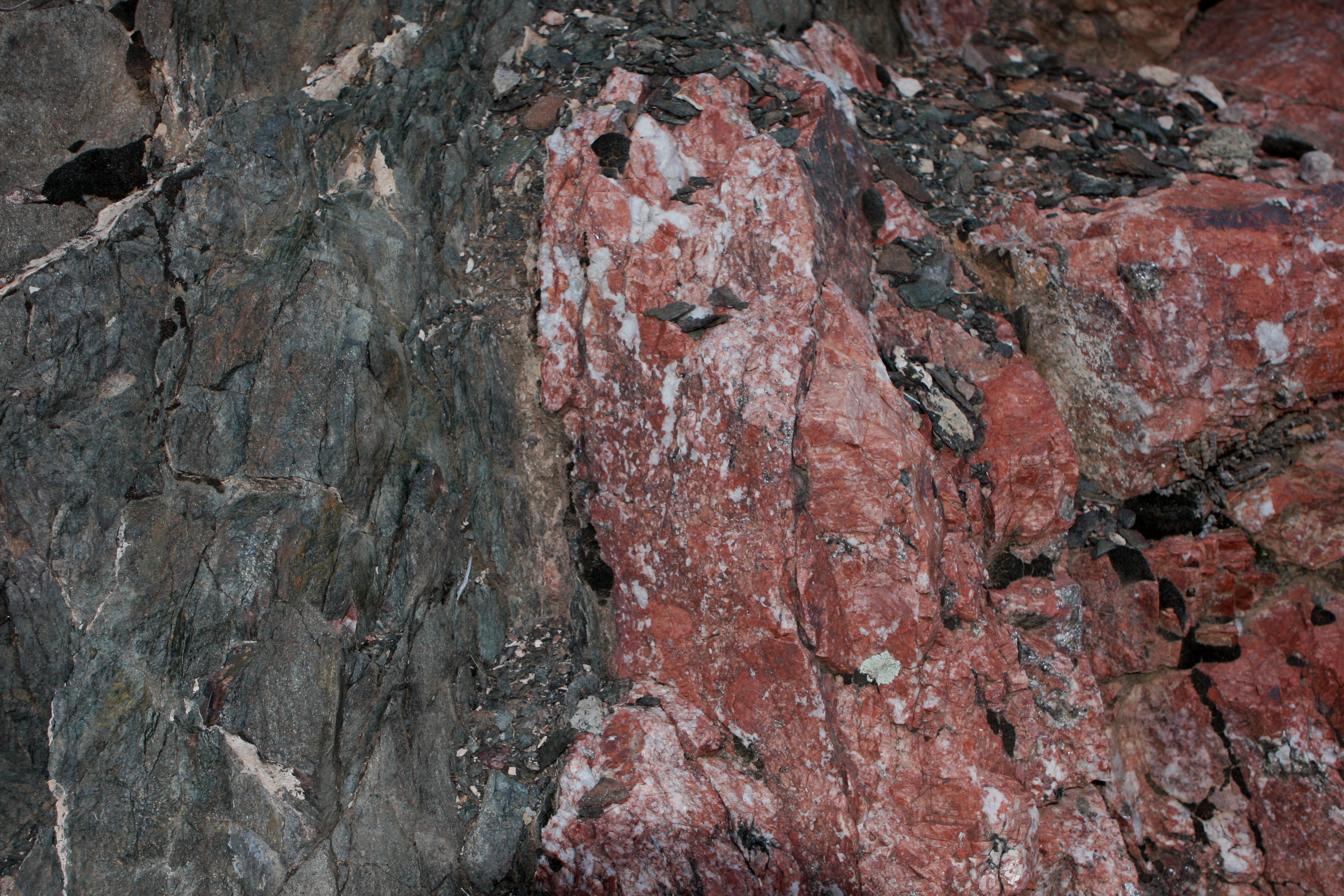
Intrusion des Zoroaster Granites in den Vishnu Schist am Clear Creek

In relativ kurzem Abstand nach Beendigung des Sedimentationsvorgangs im Backarc-Becken ereignete sich eine erste Phase magmatischer Intrusionen. Sie war granitischer bis granodioritischer Zusammensetzung und es intrudierte in den Vishnu Schist der bekannte Zoroaster Granite, dessen Alter mit 1741 ± 1 Millionen Jahren angegeben wird, sowie der 1737 ± 1 Millionen Jahre alte Grapevine Camp Granite.
Mit dem Einsetzen der ersten orogenen Bewegungen der Yavapai-Gebirgsbildung (Akkretion des Inselbogens) ging eine zweite Phase magmatischer (synorogener) kalk-alkalischer Intrusionen einher, welche aber insgesamt etwas mafischer verlief. So bildete sich der 1713 ± 1 Millionen Jahre alte Horn Creek Diorite.
Beide Intrusionsphasen erfolgten konkordant zur Schieferung bzw. Foliation.
Eine dritte Phase recht felsischer Natur erfolgte nach dem Höhepunkt der Metamorphose. Im Zeitraum 1698 bis 1662 Millionen Jahre bildeten sich Pegmatit- und Aplitgänge. Beispiele für Pegmatitkomplexe sind der Cottonwood Pegmatite Complex, der Cremation Pegmatite Complex, der Sapphire Pegmatite Complex und der Garnet Pegmatite Complex.
Diese dritte Phase während des Zeitraums 1690 bis 1650 Millionen Jahre repräsentiert wesentlich differenziertere Schmelzen, die sich durch einen hohen Gehalt an Elementen hoher Feldstärke (engl. high field strength elements oder abgekürzt HFSE) auszeichnen. Dies wird dahin interpretiert, dass diese magmatische Phase ein Krustenaufschmelzen aufgrund erfolgter Krustenverdickung darstellt.

## Metamorphose
Nach Abschluss der Sedimentation des Vishnu Schists sank der Sedimentstapel des Backarc-Beckens unter seinem Gewicht gravitativ ab und es kam hierdurch zur Versenkungsmetamorphose, die auf zwei Pfaden erfolgte. Ein druckbetonter mit der Bildung von Disthen und Granat und ein mehr temperaturbetonter mit der Bildung von Andalusit, Sillimanit und Granat. In beiden Fällen wurden 0.7 GPa (oder 7 Kilobar) an Druck erreicht und es erfolgte stellenweise anatektisches Aufschmelzen und Migmatitbildung – entsprechend einer Endteufe von rund 25 Kilometer (untere Mittelkruste).
Der jetzt zu beobachtende Mineralbestand des Vishnu Schists repräsentiert drei Phasen. Prätektonisch und zu Beginn der Verformung waren primär vorhanden (neben Quarz) die Minerale Biotit, Muskovit, Chlorit, Granat und möglicherweise Chloritoid. Im Verlauf der prograden Metamorphose entstanden Biotit, Staurolith und fibröser Sillimanit, im retrograden Ast dann Chlorit und Biotit. Der Peak der prograden Phase erreichte somit die Sillimanit-Biotit-Staurolith-Zone. Die Temperaturen lagen zwischen 520 und 770 ° Celsius.

## Geodynamik
Der Vishnu Schist ist teilweise hochgradig verfaltet mit bis zu vier Faltengenerationen (F1, F2, F3 und F4) und zeigt mehrere Schieferungen/Foliationen (S1, S2 und S3). Nach Sedimentation und Versenkung des turbiditischen Sedimentstapels mit ursprünglicher Schichtung S0 bildete sich eine deutlich ausgeprägte, flach liegend Schieferung S1 mehr oder weniger parallel zur Schichtung heraus und mit isoklinalem Faltenbau F1 versehen. Die erste Generation an Strukturen wurde sodann von einer durchgehenden, vertikalen Schieferung S2 mit assoziiertem Faltenbau F2 überprägt. Diese Schieferung streicht Nordost und stellt im Südwesten Laurentias das dominierende Gefügeelement dar.  Der zeitliche Ablauf der Gefügeausbildung zeigt – anhand von räumlichen Überschneidungen und anderen strukturellen Charakteristika – örtlich bedingte Abweichungen und auch temporelle Überlappungen. Dennoch ist eindeutig ersichtlich, dass die Verformungen kontinuierlich und progressiv seit Ende der Sedimentationstätigkeit gegen 1750 Millionen Jahren erfolgt waren. Sie kulminierten im Yavapai-Terran zwischen 1710 und 1680 Millionen Jahren unter gleichzeitiger amphibolitfazieller bis granulitfazieller Metamorphose.
Untersuchungen der Metamorphosebedingungen haben ergeben, dass die im Peakbereich verwirklichten Mineralparagenesen unterschiedliche Temperaturen anzeigen, welche während der zweiten Verformungsphase (D2) bei nahezu isobaren Bedingungen von 0,5 bis 0,7 GPa – was einem Mittelkrustentiefenbereich von 20 bis 25 Kilometer entspricht – erzielt wurden. Im Grand Canyon schwanken diese Temperaturen immerhin zwischen 450 und 750 °C. In der Spätphase von D2 zwischen 1680 und 1670 Millionen Jahren ereignete sich sodann ein nahezu isothermer Druckverfall (Dekompression), der mit dem Auftauchen des Orogens über isostatische und erosive Vorgänge in Verbindung gebracht wird – gleicherwohl möglich erscheint auch ein orogener Kollaps nach Abschluss der zweiten Verformungsphase.

## Alter
Die suprakrustalen Sedimente des Vishnu Schists wurden im Statherium um 1741 Millionen Jahre abgelagert. Oft wird wegen der stratigraphischen Unsicherheiten – Brahma-, Rama- und Vishnu-Schist können sich miteinander verzahnen – auch der Zeitraum 1750 bis 1740 Millionen Jahre angegeben. Dies beruht auf zwei Datierungen durch David Hawkins und Kollegen – einmal ein zwischen Vishnu- und Brahma-Schist auftretender Metafelsit, der mit 1750 ± 2 Millionen Jahren datiert wurde, sowie eine Probe des Rama-Schists, die 1741 ± 1 Millionen Jahre ergab. Owen Shufeldt (2010) fand jedoch auch ein Alter von 1750 ± 1,6 Millionen Jahre für den Rama-Schist, der somit die gleiche Variabilität aufweist. Als maximales Ablagerungsalter (engl. maximal depositional age oder abgekürzt MDA) der Zirkone im Vishnu-Schist konnte er 1749 ± 19,5 Millionen Jahre ermitteln.

### Provenanz
Radiometrische Altersuntersuchungen an detritischen Zirkonen des Vishnu Schists ergeben laut Shufeldt (2010) folgende Verteilung: 30 Prozent der Körner besitzen Alter des Archaikums (bis hin zu 3800 Millionen Jahren) und des frühen Paläoproterozoikums (2400 bis 2200 Millionen Jahre). Letzteres war mit 6 Prozent vertreten. Die Hauptmasse trug jedoch mit 51 Prozent Alter des Elves Chasm-Gneises (um 1840 Millionen Jahre). Nur 13 Prozent der Körner stammten aus dem Inselbogen selber (Alter um 1750 Millionen Jahre). Diese heterogene Altersverteilung lässt vermuten, dass sowohl das Mojave-Terran als auch das Yavapai-Terran aus einer Vermischung von juvenilem, 1750 Millionen Jahre alten Krustenmaterial – das auf 1840 Millionen Jahren alter Kruste auflagerte – mit reichlich vorhandener archaischer Kruste während der endpaläoproterooischen Lithosphärenverschweißung im Südwesten der Vereinigten Staaten hervorgegangen waren.